# Antti Niemi
Antti Mikko Niemi (Oulu, 31 de maio de 1972) é um ex-futebolista finlandês. Atuava na posição de goleiro.
Jogou boa parte de sua carreira no Reino Unido, principalmente na Inglaterra, com destaque para Southampton e Fulham.

## Carreira
Nascido em Oulu, Niemi jogou nas categorias de base de 2 clubes de sua cidade: o OPS e o OLS, iniciando a carreira neste último, em 1989. No ano seguinte, defendeu o Rauman Pallo (em ambos, jogou 15 partidas). Seu primeiro time profissional na Finlândia foi o HJK, onde atuou entre 1991 e 1995, tendo atuado em 101 jogos. Neste último ano, foi contratado pelo København (Dinamarca), entrando em campo 47 vezes.
Suas atuações no København chamaram a atenção do Rangers, que ofereceu ao goleiro a camisa 13, sendo o primeiro - e também o único - jogador a usar este número pelos Teddy Bears na primeira divisão escocesa. Entretanto, sua passagem pela equipe de Glasgow durou apenas 13 jogos, e em 1999 foi emprestado ao Charlton Athletic, mas não entrou em campo. Após deixar o Rangers, continuou na Escócia, desta vez para defender o Heart of Midlothian, clube da capital Edimburgo. Niemi disputou 89 partidas em 3 temporadas, mudando-se novamente para o futebol inglês em 2002, sendo contratado pelo Southampton. Na decisão da Copa da Inglaterra de 2002–03, vencida pelo Arsenal (1 a 0), o finlandês teve que deixar o jogo devido a uma lesão na panturrilha, sendo substituído pelo galês Paul Jones, protagonizando a primeira substituição de goleiros em uma final do torneio. Na partida contra o Fulham, clube que passaria a defender em 2006, quase fez o seu primeiro gol na carreira ao mandar um chute forte no travessão, aproveitado posteriormente por Michael Svensson, que empataria o jogo. Chamou a atenção de Manchester United e Arsenal, porém o goleiro seguiu no Southampton até 2006, um ano depois do rebaixamento à segunda divisão - foram 106 partidas com a camisa dos Saints. Ele ainda classificou a queda do Southampton como uma "experiência ruim". Em janeiro do mesmo ano, assinou com o Fulham por 1,8 milhão de libras.
Nos Cottagers, o goleiro teve vários problemas com lesões, chegando inclusive a ser levado a um hospital com suspeita de lesão cervical (posteriormente descartada), após o jogo contra o Watford; na tentativa de afastar uma bola, Niemi atropelou o norte-americano Carlos Bocanegra e caiu por cima dele. Manteve a titularidade no gol do Fulham até março de 2008, quando uma nova lesão fez com que ele perdesse a vaga para o também americano Kasey Keller, e em setembro anunciou sua primeira aposentadoria, aos 36 anos. Um ano depois, voltou aos gramados ao assinar com o Portsmouth, onde foi reserva do também veterano David James e também acumulou o cargo de treinador de goleiros. No entanto, o finlandês não disputou nenhum jogo oficial pelo Pompey e, em março de 2010, foi dispensado, posteriormente encerrando a carreira em definitivo. Ele ainda exerceu a função de treinador de goleiros do Brighton & Hove Albion.

## Seleção Finlandesa
Convocado para a Seleção Finlandesa desde 1992, Niemi foi titular da equipe durante quase uma década, aposentando-se em 2005. Voltaria em 2007 para um amistoso contra a Espanha, que foi a última de suas 67 partidas pelos Huuhkajat. Em março de 2010, voltou à seleção para trabalhar como treinador de goleiros.